# John Raphael Smith
John Rafael Smith (1752 – 2 marzo 1812) è stato un pittore e incisore britannico, figlio del paesaggista di Derby Thomas Smith e padre di John Smith Rubens, pittore emigrato poi negli Stati Uniti.

## Biografia
Smith fece l'apprendista presso un mercante di stoffe di lino a Derby, e poi continuò lo stesso mestiere a Londra, aggiungendovi come lavoro la produzione di miniature. Successivamente si rivolse all'attività di incisione e con il suo Public Ledger ottenne notevole popolarità in questo campo, a cui seguì la mezzatinta di Edwin the Minstrel (un ritratto di Thomas Haden) e Vedova indiana, tratta dal dipinto di Joseph Wright of Derby, e Mercurio inventa la lira da James Barry.
Riprodusse una quarantina di opere di Reynolds, ed alcune di queste sono oggi ritenute dei capolavori della mezzatinta, e fu nominato incisore dal principe di Galles. Unendo la propria ricerca artistica ad un esteso legame con l'attività di una stampa, commercializzazione ed edizione, si sarebbe ben presto creato una solida base finanziaria, non fosse stato per le sue abitudini dissipate. Era uno dei sodali di George Morland, la cui figura Smith ritrasse ottimamente con la mezzatinta.
Smith fu il maestro di William Turner e di Charles Howard Hodges. Nel 1778 Smith fu incaricato di completare un'incisione a mezzatinta da John Milnes in seguito al suo acquisto di un quadro e tutte le incisioni note del lavoro di Joseph Wright of Derby. Il dipinto è stato chiamato Il prigioniero] e l'incisione è stata usata per fare una ventina di copie prima che fosse distrutta; una di queste rare incisioni è nella città natale di Smith, conservata presso il Derby Museum and Art Gallery.
Dipinge vari quadri, come Unsuspecting Maid, Inattention e Moralist, esposti presso la Royal Academy dal 1779 al 1790. Al momento del declino della sua attività come un venditore di stampe si diede a compiere un tour attraverso le contee settentrionali e le Midlands d'Inghilterra, producendo molti lavori frettoloso e di scarsa qualità, e si stabilì a Doncaster. I meriti artistici dello scultore Francis Legatt Chantrey furono per primi riconosciuti da Smith, che gli diede lezioni di pittura. Chantry poi eseguì un busto di Smith in segno di apprezzamento e questi si sdebitò con un ritratto di Chantry. Smith morì a Doncaster.
Come incisore di mezzetinte Smith occupa il rango più alto: le sue stampe sono delicate, ottimo nel disegno e finemente espressive nel colore. Il suo dei pastelli ed i suoi ritratti dei grandi inglesi contemporanei quali Charles Fox, John Horne Tooke, Sir Francis Burdett e i quelli del duca di Devonshire e della sua famiglia supportano l'affermazione che sia stato un successo sia come disegnatore che come pittore. Aveva una conoscenza molto approfondita dei principi e della storia dell'arte, ed era un conversatore brillante.